# Giuliano Cazzola
Giuliano Cazzola (Bologna, 9 febbraio 1941) è un politico, giornalista, imprenditore ed ex sindacalista italiano, esponente di +Europa, ex deputato alla Camera PdL durante la XVI legislatura Italiana.

## Biografia
Laureato in giurisprudenza, già dirigente generale del Ministero del lavoro e delle politiche sociali, per quasi un trentennio, fino ai primi anni novanta ha ricoperto incarichi di rilievo nella CGIL, fra cui segretario generale della Filcea e membro della segreteria nazionale confederale. Nel 1993 lasciò il sindacato per entrare nella segreteria del Partito Socialista Italiano, chiamato dal segretario Giorgio Benvenuto.
Alle elezioni del 13-14 aprile 2008 è stato eletto per Il Popolo della Libertà alla Camera dei deputati nella circoscrizione Emilia-Romagna; è stato vicepresidente della Commissione Lavoro pubblico e privat della Camera, e consigliere politico del Ministro della pubblica amministrazione Renato Brunetta. È stato membro della Commissione di vigilanza sui fondi pensione e del Nucleo di valutazione della spesa pensionistica ed è consulente del Censis.
Durante il Governo Berlusconi IV, Cazzola è stato relatore del discusso disegno di legge sul lavoro.
Alla fine del 2012 decide di confermare la fiducia al Governo Monti nonostante il suo partito il PdL si fosse astenuto sul voto di fiducia uscendo dalla maggioranza.
L'8 gennaio 2013 lascia ufficialmente il PdL per candidarsi al Senato con la lista Scelta Civica con Monti per l'Italia. Alle politiche del 24-25 febbraio 2013 non viene rieletto, ma diviene il coordinatore regionale del partito per l'Emilia-Romagna. A novembre 2013 aderisce al Nuovo Centrodestra fondato da Angelino Alfano che lo candiderà alle elezioni europee del 2014. Non sarà eletto.
In seguito all'elezione di Sergio Mattarella a Presidente della Repubblica, il 1º febbraio 2015 Cazzola lascia NCD.
Dal 2019 aderisce a +Europa, con il quale viene candidato capolista a Bologna per le elezioni regionali del 2020 in Emilia-Romagna, non risultando eletto.
È stato professore a contratto presso la facoltà di giurisprudenza dell'Università di Bologna dove ha insegnato diritto della previdenza sociale; attualmente è docente di diritto del lavoro presso la facoltà di giurisprudenza dell'Università degli Studi eCampus.
Ha scritto per Il Sole 24 Ore, FIRSTonline, Il Giornale, Quotidiano Nazionale, Avvenire, Il Piccolo e Messaggero Veneto e collabora con le riviste LiberoReporter, Economy, Il Mulino e Liberal. È editorialista del quotidiano Il Riformista e ha un blog su HuffPost Italia.
Dal 2019 è Senior Fellow dell'Istituto Bruno Leoni.

## Posizioni

### Riforma previdenziale Fornero
A luglio 2014, con un articolo su Italia Oggi, si esprime apertamente in difesa della riforma delle pensioni Fornero denunciando il tentativo della Lega Nord attraverso il referendum che ne chiede l'abolizione, di ripristinare le pensioni di anzianità. Posizione che a marzo 2016, ospite del programma Dimartedì su LA7, ribadisce la sua posizione favorevole nei confronti della legge Fornero durante un confronto con il segretario federale della Lega Nord Matteo Salvini.

### Tassazione dei rendimenti delle casse di previdenza dei liberi professionisti
In occasione della presentazione da parte del governo Renzi della legge di stabilità 2014 si esprimeva in questo modo "Diverso, ma egualmente abominevole, il caso delle Casse privatizzate dei liberi professionisti, per le quali l'incremento della tassazione dei rendimenti dei patrimoni mobiliari corrisponde ad un proporzionale abbattimento delle risorse accantonate a garanzia del pagamento delle pensioni. Insomma, ai tecnici del premier è proprio difficile far comprendere il ruolo del risparmio previdenziale dal momento che hanno deciso di abbatterlo come se fosse un cavallo azzoppato in una storia raccontata da un fumetto di Tex Willer."

### Su chi si opponeva ai vaccini anti-Covid-19
L'ex sindacalista ed esponente di +Europa lunedì 31 agosto a Stasera Italia, il programma condotto da Veronica Gentili su Rete 4, «Richiami in servizio Bava Beccaris che sa come trattare questa gente. Questi terroristi. Richiamiamo il feroce monarchico Bava che con il piombo gli affamati sfamò».

### Sulla crisi russo-ucraina
Il 7 maggio 2022, durante il programma La7 Attualità, in onda su LA7 e condotto da Myrta Merlino, dichiara: "Per quanto riguarda il fronte 'pacifista' penso che lì ci siano tutti i mali di questo Paese, ci sono dei sepolcri imbiancati. Noi oggi abbiamo un complesso No Vax che oggi è diventato No War". Ed ancora, proseguendo: “Io spero di vedere Putin davanti all’alta Corte dell’Aia e ancora meglio, lo dico in modo trucido, vederlo appeso per i piedi in piazza Rossa...”

## Opere
- Welfare o no? Prediche inutili di un sindacalista pentito, Ediesse 1991
- Fondi pensioni che fare? (con A. Di Renzo), Ediesse 1993
- Lo stato sociale tra crisi e riforme: il caso Italia, Il Mulino 1994
- La fabbrica delle pensioni. Con un dossier di Francesco Gerace: la previdenza nel mondo ed altri scritti, Ediesse 1994
- La sanità liberata, Il Mulino 1997
- Guida ai fondi pensione, Bancaria Editrice 1998
- Il BeneAmato, Sperling & Kupfer 2000
- Welfare "fai da te": come e quanto gli italiani pagano di tasca propria per le prestazioni sociali, Rubbettino 2000
- C'eravamo tanto amati, Sperling & Kupfer 2001
- Guida ai fondi pensione 2002, Bancaria Editrice 2002
- Riformare il welfare è possibile, Ideazione 2003
- Lavoro e welfare: giovani versus anziani: conflitto tra generazioni o lotta di classe del XXI secolo?, Rubbettino 2004
- Guida ai fondi pensione 2005, Bancaria Editrice 2005
- Long Term Care e soluzioni integrate, Rubbettino 2008
- Fondi pensione. Istruzioni per l'uso, Bancaria Editrice 2008
- Le pensioni spiegate a mia nonna, Rubbettino 2008
- il riformista tradito, Boroli Editore 2008, (la storia e le idee di Marco Biagi)
- C'era una volta il sindacato, Boroli Editore 2010.
- Figli miei precari immaginari, Guerini e Associati 2012
- Giovani al lavoro. Proposte semplici per un problema complesso, Guerini e Associati 2013
- I nuovi ammortizzatori sociali nel Jobs Act, Giuffré 2016
- L' altra storia del sindacato. Dal secondo dopoguerra agli anni di Industry 4.0, Rubbettino 2018
- La guerra dei cinquant'anni. Storia delle riforme e controriforme del sistema pensionistico, IBL Libri 2021

Una sua opera molto nota è C'eravamo tanto amati, 2001, editore Sperling & Kupfer, una sorta di biografia del suo periodo sindacale e quindi anche storia della CGIL dagli anni settanta agli anni novanta.
Nel 2003 ha riunito nel libro Riformare il welfare è possibile, edizioni Ideazione, gli articoli scritti con Renato Brunetta.
Ha steso, inoltre, il capitolo di disciplina previdenziale del Commentario Il lavoro alle dipendenze delle amministrazioni pubbliche, a cura dei professori Carinci e D'Antona.
Il suo libro più recente, La guerra dei cinquant'anni, editore Istituto Bruno Leoni, rilegge il dibattito politico sulla previdenza tra la fine della Prima Repubblica e la crisi economica legata alla pandemia da Covid-19, partendo da caratteristiche e dati delle pensioni in Italia per proporre un'analisi di "riforme e controriforme" del sistema pensionistico realizzate nel periodo preso in considerazione.

## Onorificenze
Il 2 giugno 2006 è stato insignito dell'onorificenza di Commendatore.